# Seßlach
Seßlach – miasto w Niemczech, w kraju związkowym Bawaria, w rejencji Górna Frankonia, w regionie Oberfranken-West, w powiecie Coburg. leży ok. 12 km na południe-zachód od Coburga, nad rzeką Rodach, przy drodze B303.

## Dzielnice
W skład miasta wchodzą następujące dzielnice: 
| - Autenhausen - Bischwind - Dietersdorf - Eckersdorf - Gemünda - Gleismuthhausen | - Merlach - Hattersdorf - Heilgersdorf - Heinersdorf - Krumbach - Lechenroth - Oberelldorf | - Rothenberg - Seßlach - Setzelsdorf - Unterelldorf |

## Zabytki i atrakcje
- mury miejskie
- domy z muru pruskiego
- zamek Geiersberg

## Osoby urodzone w Seßlach
- Robert Hartmann (ur. 1949), malarz

## Galeria

Seßlach
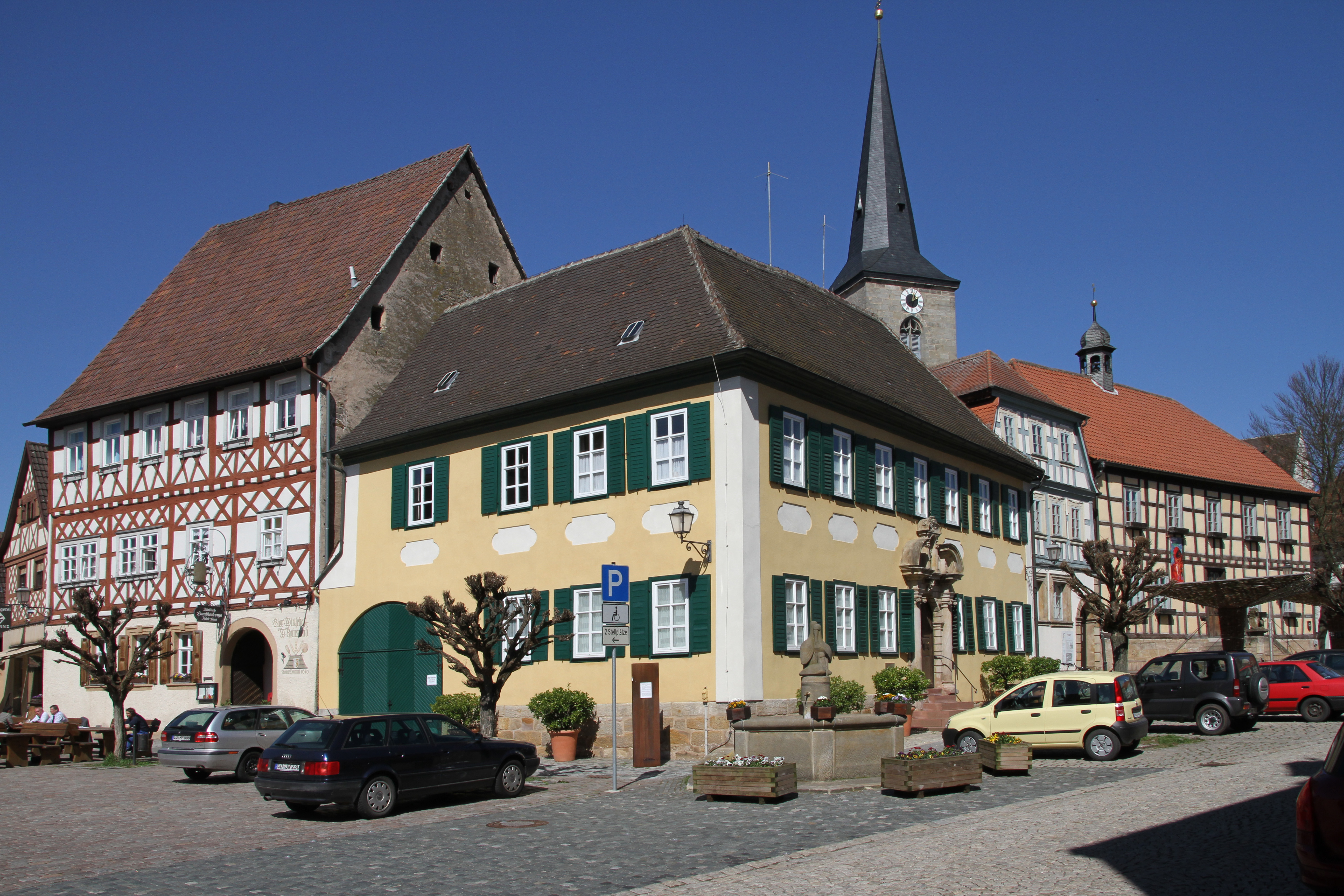
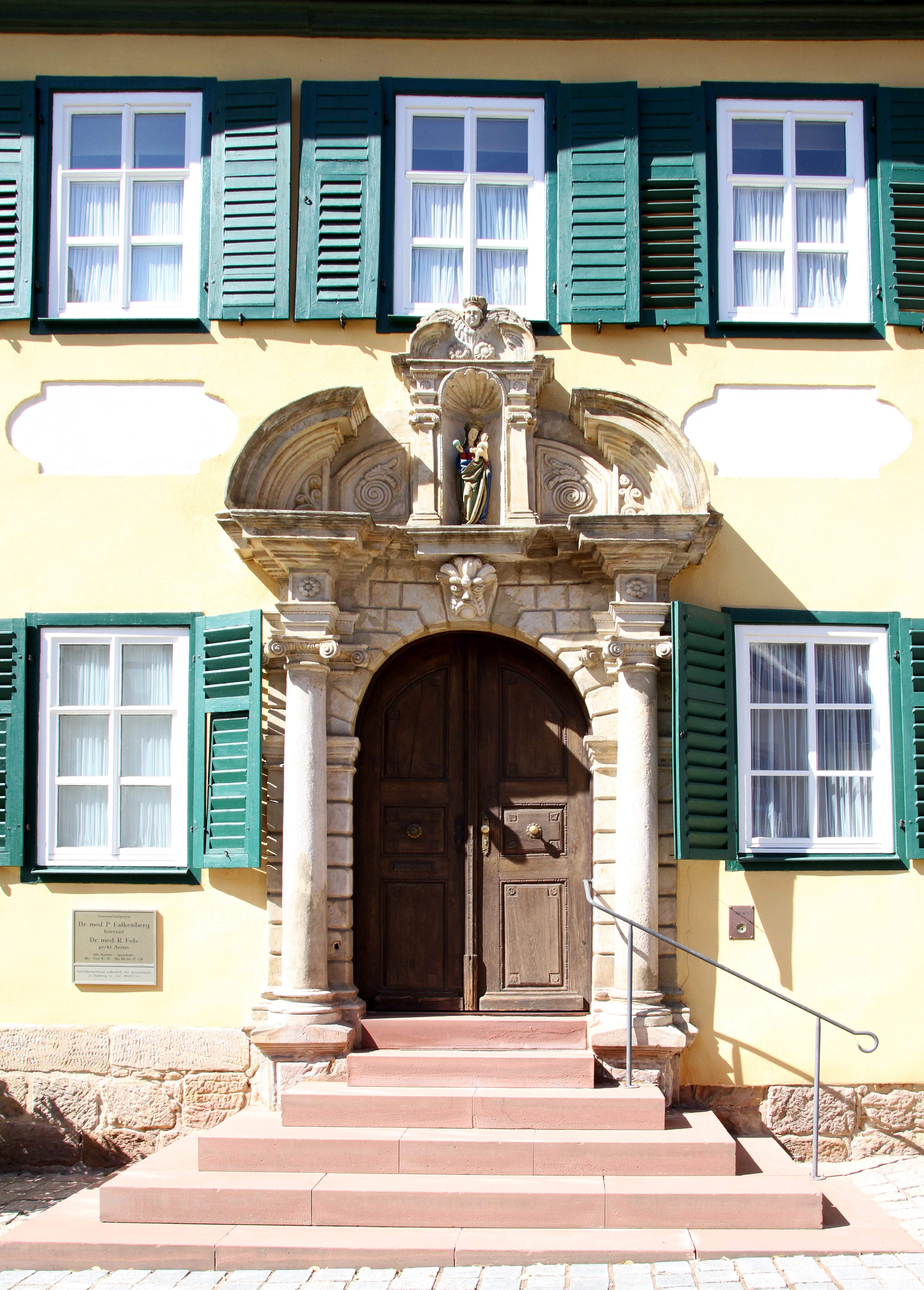
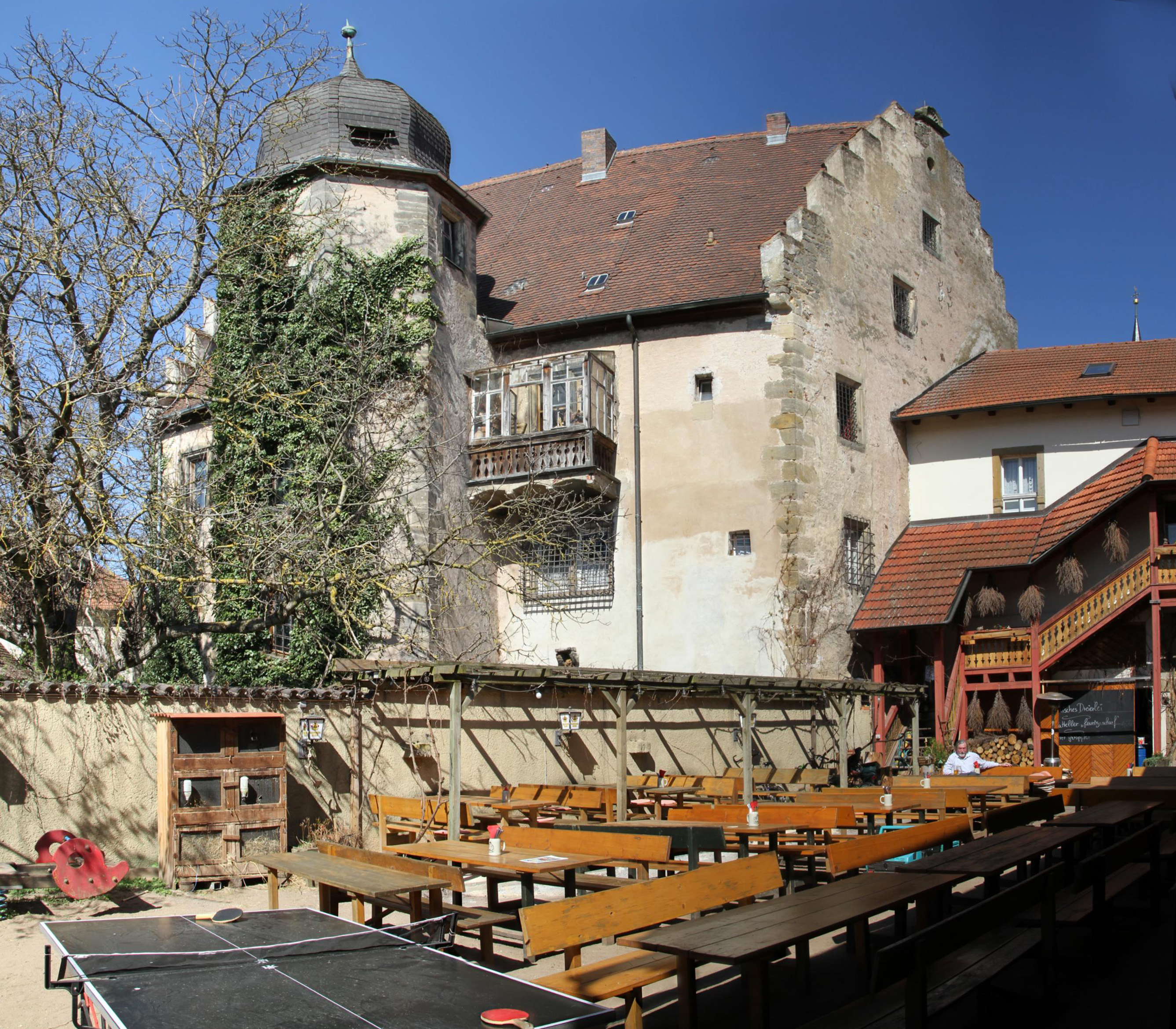
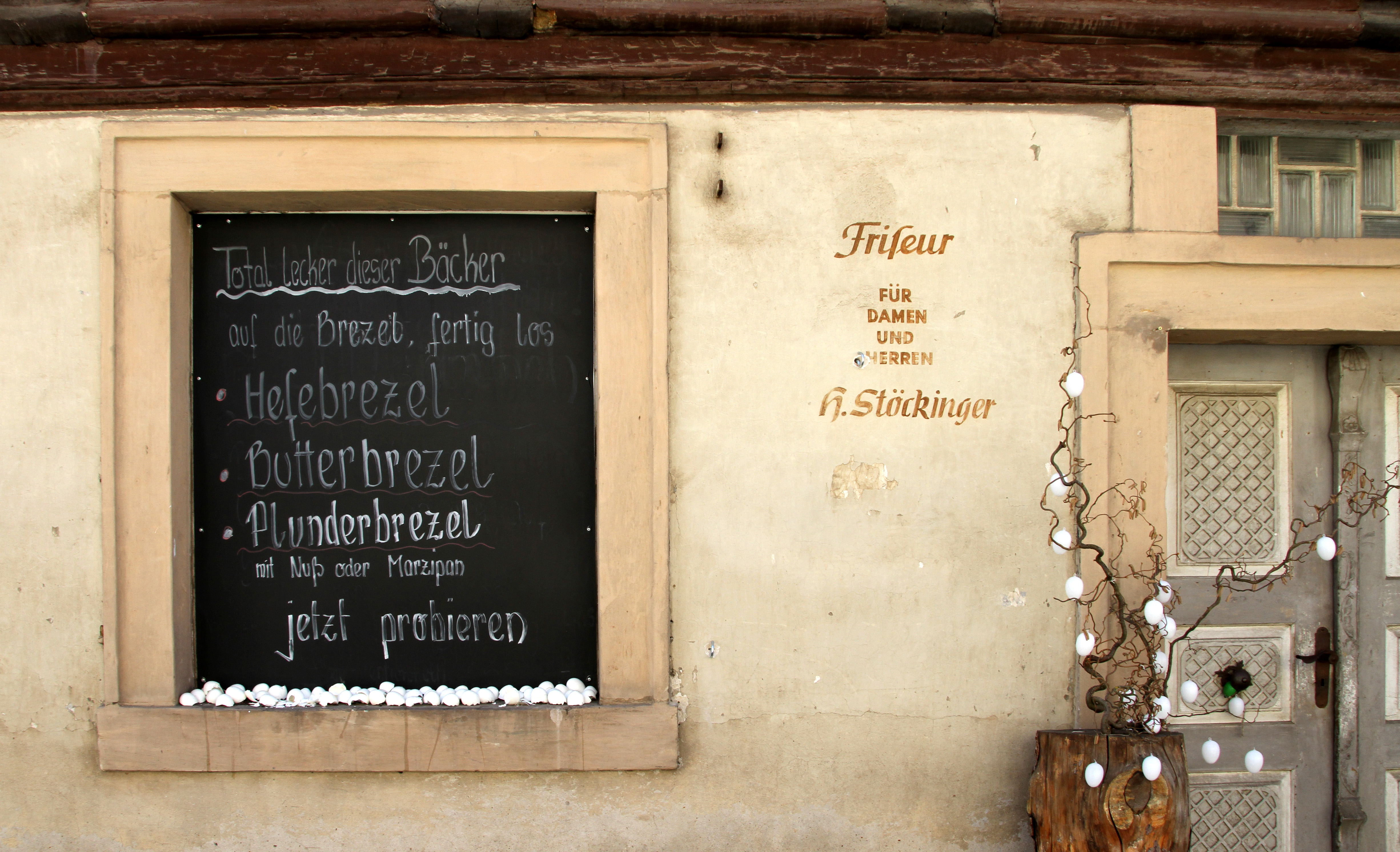
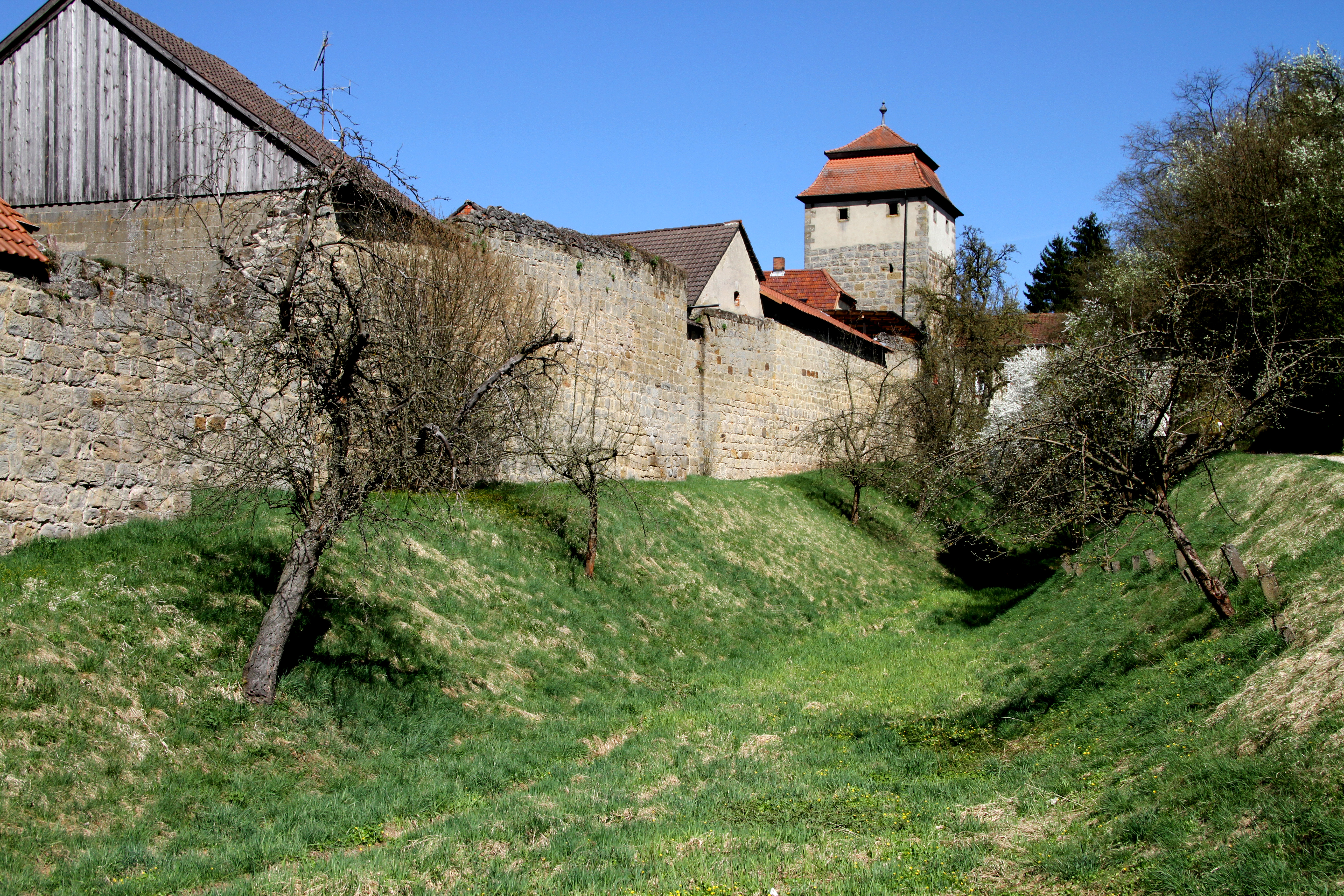
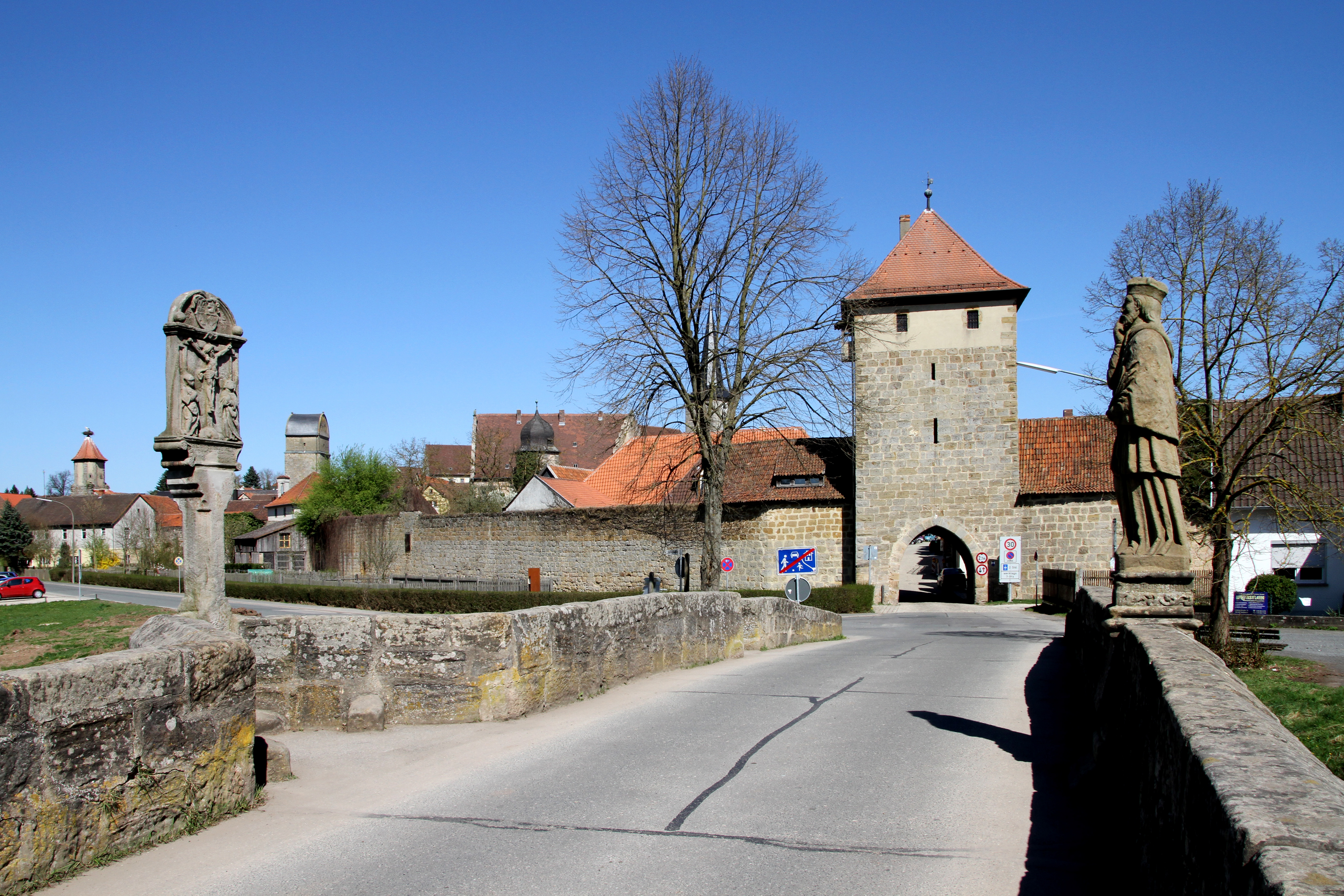